# Walther Binner
Walther Binner (ur. 28 stycznia 1891 we Wrocławiu, zm. 18 września 1971 we Frankfurcie nad Menem) – niemiecki pływak, uczestnik Letnich Igrzysk 1912 w Sztokholmie.
Na igrzyskach w 1912 roku startował w wyścigu na 100 metrów stylem dowolnym, gdzie odpadł w eliminacjach.
Był prezesem Światowej Federacji Pływackiej w latach 1932-1936.